# Robert Falcon Scott

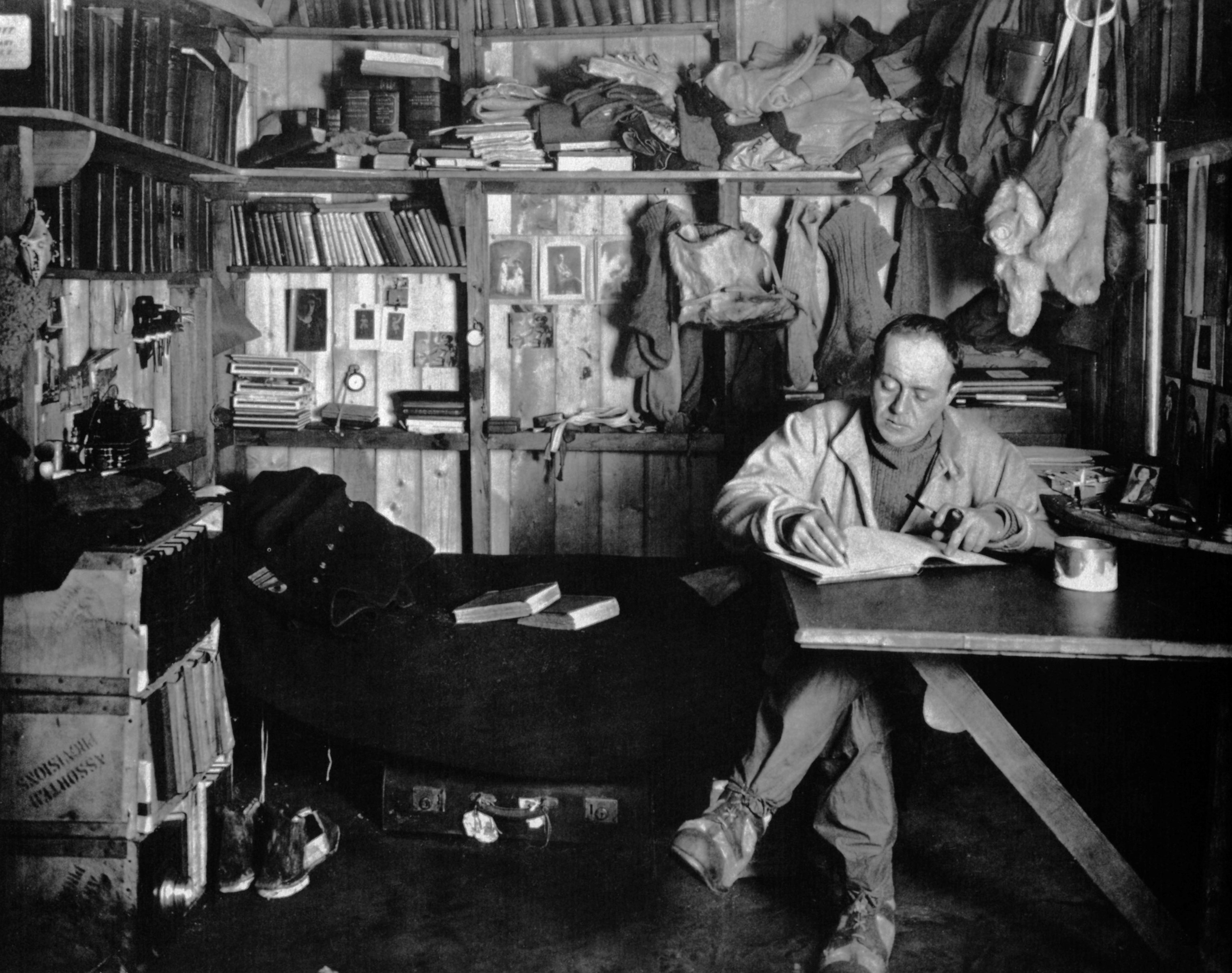
Herbert Ponting: Scott na základně Cape Evans, asi 1911

Kapitán Robert Falcon Scott (6. června 1868 – 29. března nebo 30. března 1912) byl britský polárník. Dospěl k jižnímu pólu 17. ledna 1912, o měsíc a den později než Roald Amundsen. Scott a čtyři další členové jeho expedice zahynuli na cestě zpět hladem, zimou a vyčerpáním v mimořádně špatném počasí. Stan s mrtvými těly, deníky a sbírkami vědeckého materiálu našla záchranná výprava až 12. listopadu 1912.

## Život před polárními výpravami
Narodil se v Plymouthu jako třetí ze šesti dětí. K jeho budoucímu povolání námořního důstojníka ho předurčovala rodinná tradice: děd, dědovi bratři i další předkové sloužili v Královském námořnictvu. Pouze jeho otec byl v rodině civilista.
Do námořnictva vstoupil už ve svých třinácti letech jako námořní kadet. Velice rychle a cílevědomě stoupal v žebříčku hodností. Podle vlastních slov byl v mládí poněkud líný, a proto soustavně cvičil svou kázeň, vytrvalost a vůli, hodně sportoval a byl velice cílevědomý.
V roce 1897, když sloužil na bitevní lodi Majestic jako námořní poručík, mu velel George Egerton, bývalý arktický badatel. Ten v něm podnítil zájem o zeměpisné výzkumy a polární kraje vůbec.

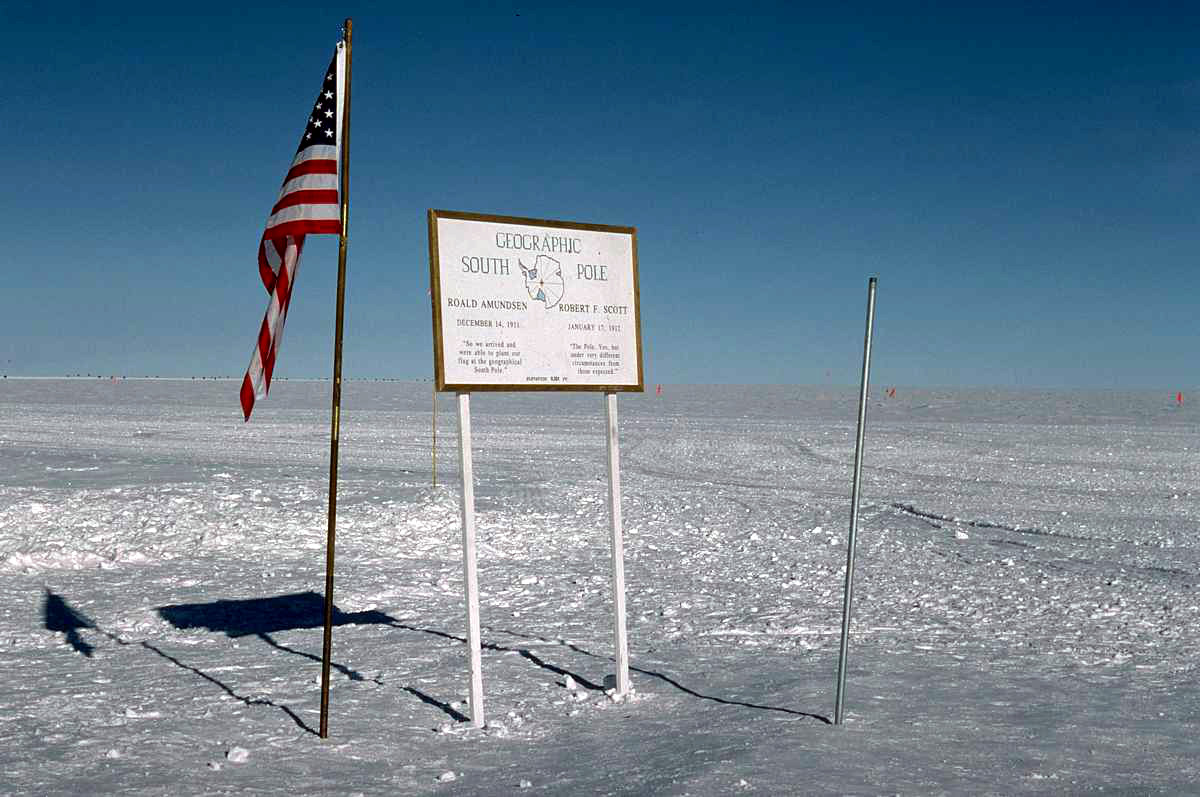
Jižní pól

## První výprava k jižnímu pólu
Na přelomu 19. a 20. století velice vzrostl zájem o nejnepřístupnější kouty naší Země. Antarktida byla na vrcholu zájmu. Němci, Švédové i Skotové chystali expedici na tento neobydlený kontinent. Británie nechtěla zůstat pozadu. Když v roce 1899 sir Clemens Markham, předseda Královské zeměpisné společnosti, sehnal jak od státu, tak od bohatých mecenášů dostatek peněz a prostředků, zbývalo mu pouze jmenovat velitele expedice. Stal se jím právě Robert F. Scott.
Ten se velice brzy energicky ujal příprav. Tato expedice měla vůbec jako první podniknout saňové výpravy do vnitrozemí Antarktidy. Prostředky měl velice rozsáhlé, tudíž mu dovolily opatřit takřka vše, co si mohl polární výzkumník v těch časech přát: velké zásoby potravin, nejmodernější vědeckou výzbroj, nejmodernější oděvy a obuv a také loď Discovery, postavenou přímo na tuto cestu. Expedice měla přistát na 78. rovnoběžce přímo u Velké ledové bariéry v Rossově moři.
Na místo dorazili v roce 1902. Vynikající (na tamní podmínky) počasí jim umožnilo prozkoumat východní části Rossova moře a objevili hornatou Zemi krále Edvarda VII. Také vyzkoušeli novou metodu výzkumu – pomocí upoutaného balónu pozorovali a mapovali z výšky několik stovek metrů území, kam až dohlédli. Dne 8. února 1902 loď Discovery zakotvila v McMurdově průlivu u výběžku, kde díky hluboké vodě mohla kotvit až u břehu. Tomuto výběžku později začali říkat Chatový (Hut Point) podle chaty, kterou zde postavili. V těchto místech při průzkumu členitého terénu zahynul námořník Vince ve sněhové bouři. Tato tragédie Scottem hluboce otřásla a velice dlouho a důkladně promýšlel, jak zabránit takovýmto nehodám a přitom dosáhnout vysokých cílů expedice.
Na jaře a v létě Scott s dr. Edwardem Wilsonem a poručíkem Ernestem Shackletonem pronikli až na 82° 16' jižní šířky. Cestou zpět Shackleton onemocněl kurdějemi. Po 150 km cesty se dva potácející se muži a jeden polomrtvý, ležící na saních, dostali do blízkosti své chaty Discovery. Počasí jim přálo a oni se dovlekli až na základnu.
Scott velice podcenil možnosti a výhody plynoucí ze psích spřežení. Měl pouze 18 tažných psů. Potřeboval by jich nejméně pětkrát tolik, aby zajistil tahouny pro točnový oddíl, pomocná a popřípadě i záchranná družstva. Zůstal v Antarktidě další rok, ale o točnu se nepokusil, věděl, že bez zdatných tahounů to nepůjde. Přesto expedice podnikla několik dalších výzkumných cest.
Nejvýznamnější byla patrně ta přes Západní hory až do nitra Viktoriiny země. Tato cesta dokázala, že Antarktida je pevnina (tak gigantický ledovec musel mít pevný základ) a také dodala představu o tom, jak to asi vypadá na jižním pólu, jelikož i ten leží ve vnitrozemí, za horskou hrází podobnou té tvořené Západními horami.
Po deseti týdnech a 1340 kilometrech se vrátili k Discovery, kde už na ně čekaly dvě pomocné lodi – Morning a Terra Nova.
Na této výzkumné cestě (která si svou délkou a náročností nezadala s cestou k pólu) Scott opět potvrdil svou mimořádnou odvahu, odolnost a vytrvalost. Svým charakterem si dokázal získat osobní autoritu, ale i uznání a oblibu jak mezi důstojníky, tak mezi mužstvem. S některými muži ho spojilo i pevné osobní přátelství.
Expedice dorazila domů v září 1904 a dostalo se jí slavnostního přivítání. Vědecký přínos výpravy byl obrovský: získali spoustu poznatků o geologii, fauně, podnebí, zmapovali nové oblasti… Scott však přesto nebyl spokojen. Toužil po jediném: vztyčit britskou vlajku na jižním pólu.

## Shackletonova výprava v letech 1908–1909
Ernest Henry Shackleton, který málem zahynul při Scottově výpravě k pólu, se po návratu do Anglie rozhodl, že to, co nedokázal se Scottovou výpravou a při čem málem zemřel, dokáže sám se svou vlastní expedicí. V té době vrcholilo úsilí Roberta Pearyho a Fredericka Cooka o Severní pól (oba byli Američané). Jih byl dle mínění samotných Britů jejich záležitostí. Shackleton chtěl být první. Scott jen se smíšenými pocity pozoroval, jak se jeho „chráněnec“ a přítel, kterému zachránil život, pouští plnou silou za jeho cílem.
Už z této expedice lze vystopovat příčiny pozdější tragédie Scottovy výpravy. Především volba dopravních prostředků. Shackleton si přivezl 9 psů, 10 poníků a čtyřválcový automobil – minimum osvědčených polárních tahounů. Spoléhal hlavně na poníky, jenže ti se v těžkém terénu ploužili a byli celkově málo odolní vůči krutému mrazu. Když Shackleton se svými třemi kolegy vyrazil směrem k pólu, už v polovině cesty mu všichni poníci uhynuli a oni museli veškerou svoji výstroj a výzbroj táhnout sami zapřaženi do saní. K pólu se přiblížili až na vzdálenost pouhých 179 km, tam je třídenní blizard a nedostatek zásob přinutily k návratu. Cesta trvající 127 dní málem skončila tragicky, ale z posledních sil se všichni 4 muži úspěšně vrátili na svou loď Nimrod. Ušli 2825 kilometrů. Vědecký přínos mise byl také značný – Západní oddíl pod vedením prof. Davida našel ve Viktoriině zemi jižní magnetický pól a několik členů expedice uskutečnilo prvovýstup na sopku Mount Erebus vysokou necelých 4000 metrů.

## Terra Novaa Antarktida 1910–1913

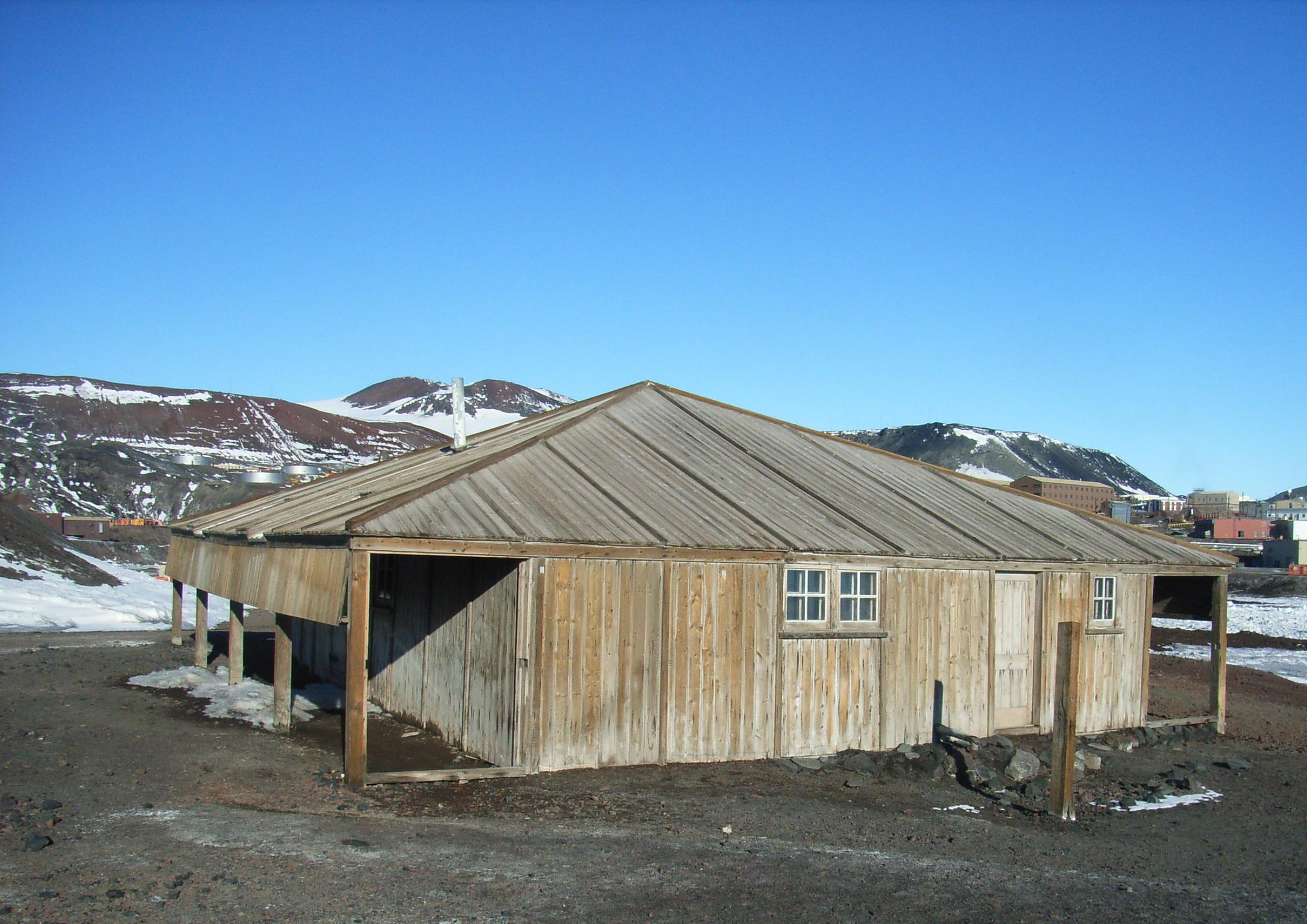
Chata Scottovy expedice v dnešních dnech

Během plavby z Anglie se v lodi Terra Nova objevila trhlina, a proto musela na Novém Zélandu do doku. 26. listopadu 1910 znovu vyplula. Během plavby se expedice dostala do velké bouřky, v níž ztratila několik psů a sudů s benzinem. Také se několikrát dostala do ledového pole. Dne 4. ledna 1911 loď přistála v McMurdově zálivu kousek od Chatového výběžku (Hut Point), stejně jako při Scottově minulé expedici. Kolem 19. ledna již měli postavenou a plně zařízenou chatu.
Jako člen „pobřežní skupiny“ se vydal na expedici, která tábořila u mysu Evans na Rossově ostrově profesionální fotograf Herbert Ponting. Tábor „pobřežní skupiny“ obsahoval malou fotografickou temnou komoru. Ačkoli se expedice konala více než 20 let po vynálezu fotografického filmu, Ponting upřednostňoval vysoce kvalitní a komplikovanější snímky pořízené na skleněné fotografické desky.
Ponting byl jedním z prvních mužů, kteří v Antarktidě použili přenosnou filmovou kameru. Primitivní zařízení zvané kinematograf mohlo pořizovat krátké videosekvence. Ponting měl s sebou také několik autochromových desek a pořídil několik průkopnických barevných fotografií.
Expediční vědci studovali chování velkých antarktických zvířat, zejména kosatky dravé, ploutvonožce (např. lachtany) a tučňáky. Ponting se snažil dostat co nejblíže k těmto zvířatům, a to jak na lodi Terra Nova na moři, tak na ledovci a později na Rossově ostrově. Na počátku roku 1911 ve vodách zálivu McMurdo Sound Herbert Ponting jen těsně unikl smrti, když se kvůli hejnu osmi kosatek odlomila ledová kra, na které zůstal sám i se svou kamerou.

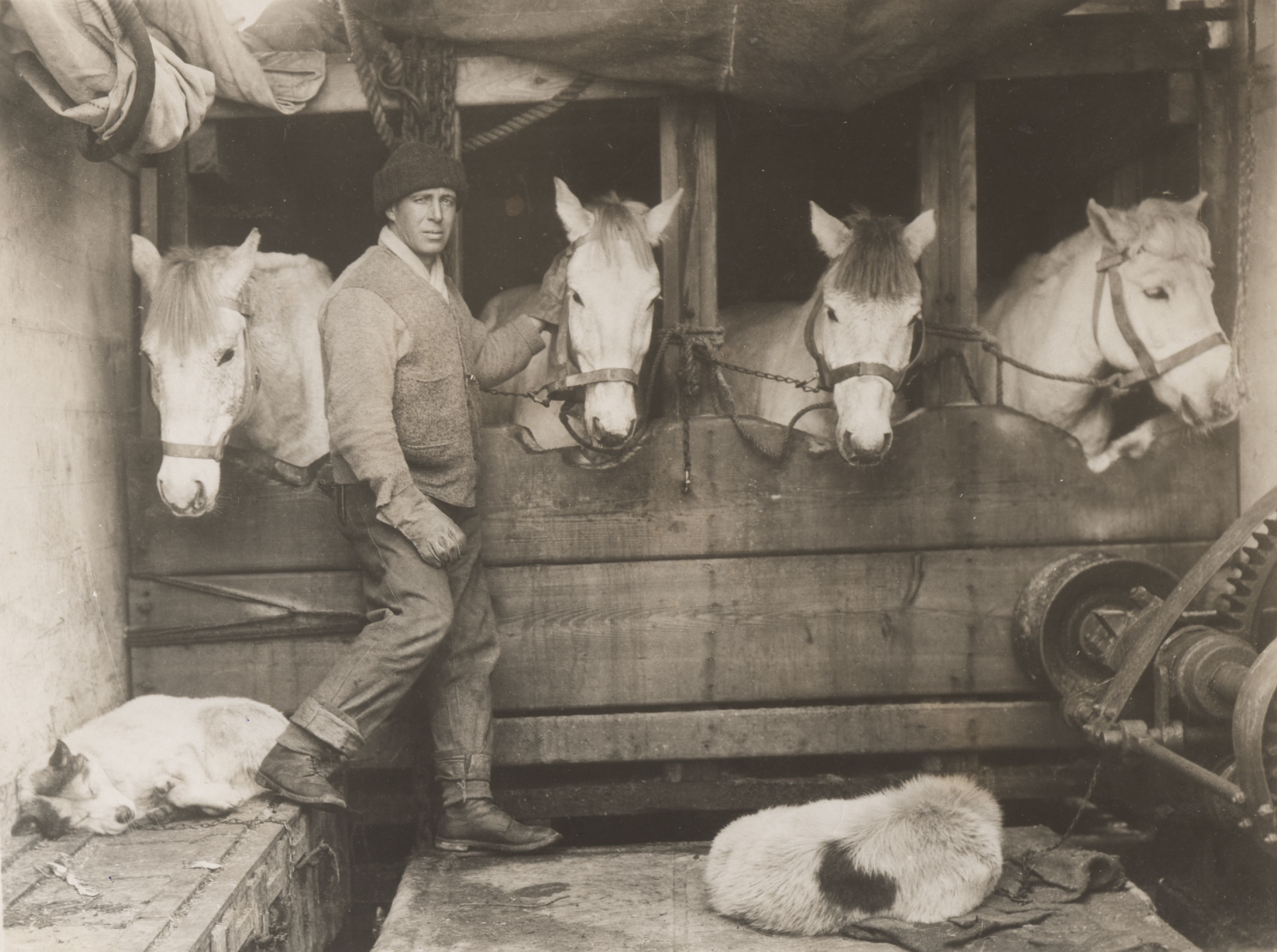
Herbert Ponting: Lawrence 'Titus' Oates se svými koňmi a psy, asi 1911
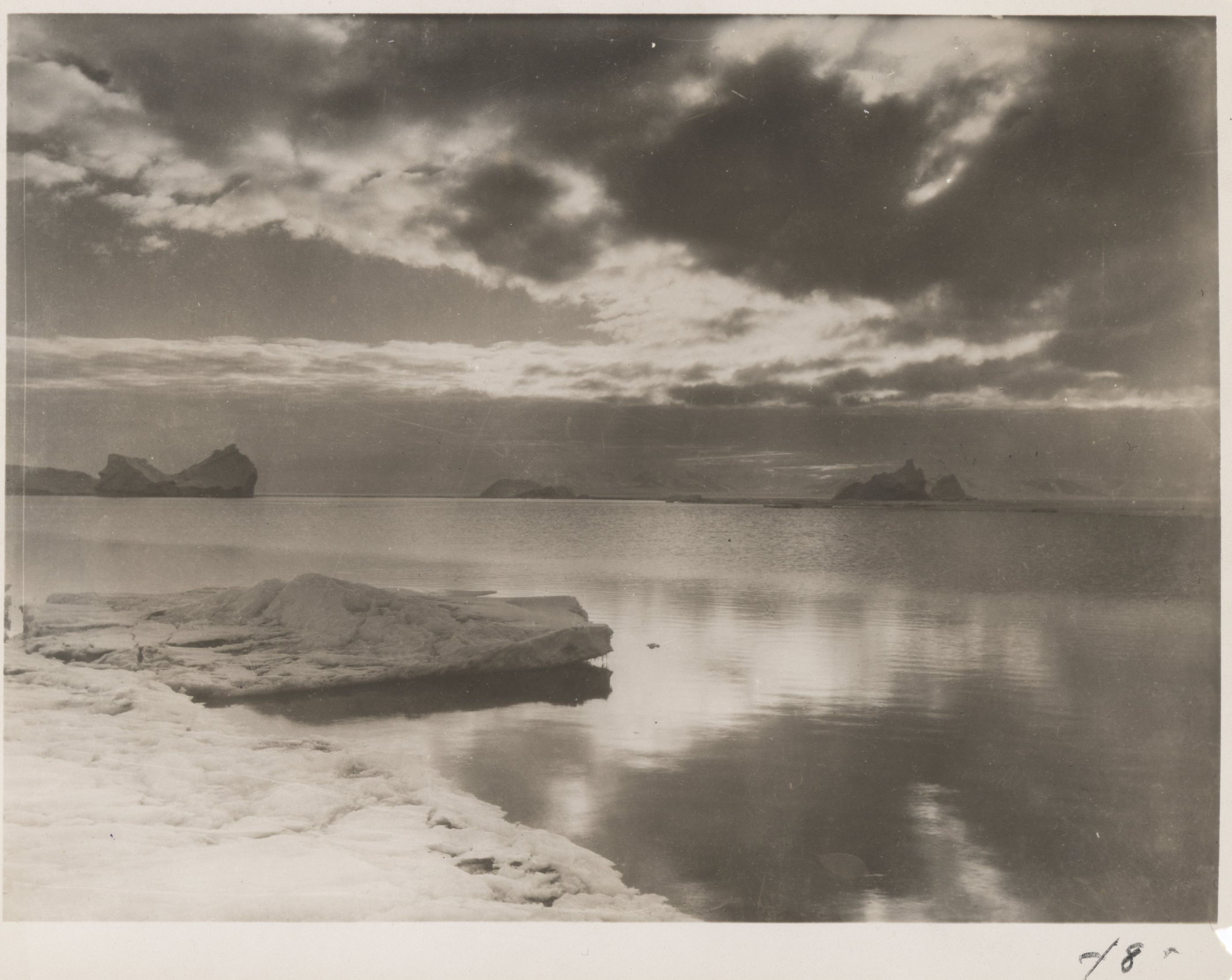
Herbert Ponting: Ledovec
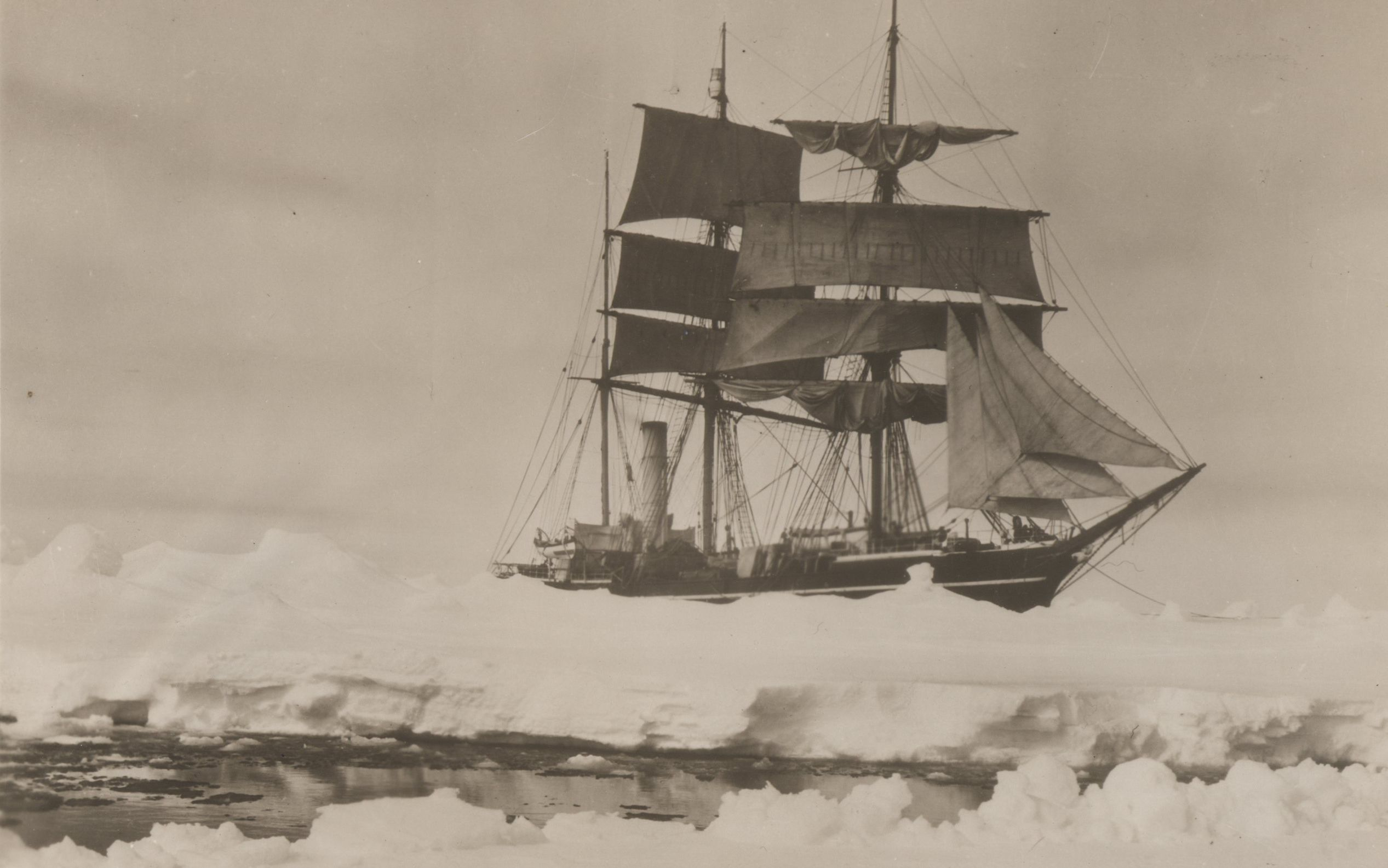
Herbert Ponting: Scottova loď Terra Nova

Během zimy 1911 pořídil Ponting s bleskem celou řadu fotografií Scotta a dalších členů expedice v chatě Cape Evans (Cape Evans hut). Začátek sezóny 1911–1912 Ponting fotografoval další členy výpravy na pobřeží a čekali zda trek bude úspěšný. Po 14 měsících na mysu Evans nastoupil Ponting spolu s osmi dalšími muži na loď Terra Nova a v únoru 1912 se rozhodli k návratu do civilizace, zajistit soupis více než 1700 fotografických desek a sepsat celý příběh expedice. Ponting ještě ve svém vyprávění v roce 1913 očekával návrat kapitána Scotta.

Expedice na jižní pól. Scottova (červená) a Amundsenova (zelená)

Scottova výprava však skončila nezdarem. Sibiřští poníci, které zvolil jako tažná zvířata, se neosvědčili. Brodili se po břicha ve sněhu a nakonec museli být utraceni. Ve vzdálenosti 200 mil od pólu se Scott vydal na další cestu sám se čtyřmi druhy. Sáně museli táhnout sami a cesta byla tak strastiplná, že někdy urazili jen 16 km za den. Přesto dosáhli dne 17. ledna 1912 jižního pólu, kde však následující den zjistili, že Roald Amundsen tam již byl o pět týdnů dříve. Cesta zpět se jim pak stala osudnou. Zastihla je sněhová vánice a došly jim zásoby. Vyčerpáním a vysílením zahynuli 29. nebo 30. března 1912 jen 18 km od velkého zásobovacího skladu potravin a paliva. Jejich těla byla nalezena až o osm měsíců později.

## Česká vydání Scottových spisů
- Dosažení jižní točny (Scottova poslední cesta), Jan Otto, Praha 1913, český překlad redigoval Ludvík Tošner (Scott není původcem všech textů, jde o sborník prací od různých autorů).
- Dosažení jižní točny (deník z poslední expedice), Mladá fronta, Praha 1972, přeložil Stanislav Bártl, obsahuje Scottovy zážitky od vyplutí z Nového Zélandu v listopadu 1910 až po poslední okamžiky v březnu 1912, kdy mohl ještě psát, než zahynul.